# Brovkî-Druhi, Andrușivka
Brovkî-Druhi (în ucraineană Бровки-Другі) este un sat în comuna Kameni din raionul Andrușivka, regiunea Jîtomîr, Ucraina.

## Demografie
Componența lingvistică a localității Brovkî-Druhi
     Ucraineană (99,35%)
     Alte limbi (0,65%)
Conform recensământului din 2001, majoritatea populației localității Brovkî-Druhi era vorbitoare de ucraineană (99,35%), existând în minoritate și vorbitori de alte limbi.